# پرنسس دیزی

پرنسس دیزی (ژاپنی: デイジー姫 هپبورن: Deijī-hime, تلفظ‌شده به صورت [deːʑiː çime]) شخصیتی داستانی مجموعهٔ بازی ویدیویی ماریو می‌باشد که برای اولین بار در سوپر ماریو لند به‌عنوان حاکم سراسالند ایفای نقش کرد. دیزی به‌عنوان تام‌بوی توصیف شده‌است؛ شایعه‌شده که وی به لوئیجی تمایلات عاشقانه دارد مشابهٔ پرنسس پیچ که معشوقهٔ ماریو می‌باشد. این موضوع پیرنگ داستانی برادران سوپر ماریو در سال ۱۹۹۳ شد که در آن لوئیجی، دیزی را از دست پادشاه کوپا نجات می‌داد. از زمان حضور دیزی در ماریو تنیس، وی به‌عنوان شخصیتی قابل‌بازی در بازی‌های اسپین‌آف این مجموعه حضور پیدا کرده و اغلب با بهترین دوستش پیچ، همایند می‌شود. دیزی توسط گونپی یوکوی، مربی شیگرو میاموتو، تهیه‌کنندهٔ سوپر ماریو لند خلق شده‌است؛ یوکوی می‌خواست با خلق دیزی حس برادران سوپر ماریو را در سال ۱۹۸۵ بازسازی کند که در دنیای دیگری جدا از ماشروم کینگدام اتفاق می‌افتد.
صداپیشگی دیزی عمدتاً توسط دیانا ماستارد، صداپیشهٔ آمریکایی از سال ۲۰۰۳ تا ۲۰۲۲ انجام می‌شده و پس از ایشان جیزل فرناندز در برادران سوپر ماریو واندر شروع به صداپیشگی این شخصیت کرد.